# Xanthogryllacris ficalbii
Xanthogryllacris ficalbii är en insektsart som först beskrevs av Griffini 1909.  Xanthogryllacris ficalbii ingår i släktet Xanthogryllacris och familjen Gryllacrididae. Inga underarter finns listade i Catalogue of Life.